# Amadou Mbengue
Amadou Mbengue (5 gennaio 2002) è un calciatore senegalese, difensore o centrocampista del Reading.

## Caratteristiche tecniche
Difensore molto versatile, può essere utilizzato al centro della difesa o come mediano di copertura.

## Carriera

### Club
Cresciuto nel settore giovanile del Metz, che lo acquista in giovane età dal Melun, nell'agosto 2021 viene aggregato alla squadra riserve dove gioca alcuni incontri in Championnat de France amateur 2.
Poche settimane più tardi viene aggregato al gruppo della prima squadra, dove debutta il 3 ottobre rimpiazzando l'infortunato Sikou Niakaté nel match di Ligue 1 perso 3-2 contro l'Angers.

### Nazionale
Ha giocato nella nazionale senegalese Under-23.

## Statistiche
Statistiche aggiornate al 21 maggio 2022.

### Presenze e reti nei club
| Stagione        | Squadra         | Campionato      | Campionato | Campionato | Coppe nazionali | Coppe nazionali | Coppe nazionali | Coppe continentali | Coppe continentali | Coppe continentali | Altre coppe | Altre coppe | Altre coppe | Totale | Totale | Totale |
| Stagione        | Squadra         | Comp            | Pres       | Reti       | Comp            | Pres            | Reti            | Comp               | Pres               | Reti               | Comp        | Pres        | Reti        | Pres   | Reti   |        |
| --------------- | --------------- | --------------- | ---------- | ---------- | --------------- | --------------- | --------------- | ------------------ | ------------------ | ------------------ | ----------- | ----------- | ----------- | ------ | ------ | ------ |
| 2021-2022       | Metz 2          | N3              | 6          | 0          |                 | -               | -               |                    | -                  | -                  |             | -           | -           | 6      | 0      |        |
| 2021-2022       | Metz            | L1              | 12         | 0          | CF              | 1               | 0               |                    | -                  | -                  |             | -           | -           | 13     | 0      |        |
| Totale carriera | Totale carriera | Totale carriera | 18         | 0          |                 | 1               | 0               |                    | -                  | -                  |             | -           | -           | 19     | 0      |        |